# Sexto Julio Severo
Cneo Minicio Faustino Sexto Julio Severo (en latín: Gnaeus Minicius Faustinus Sextus Julius Severus) fue un reputado militar y político romano que vivió a finales del siglo I y principios del siglo II, que desarrolló su carrera política bajo los imperios de Trajano y Adriano.

## Biografía y carrera
Sexto Julio Severo fue nombrado cónsul sufecto entre octubre y diciembre de 127 junto con Lucio Emilio Junco, tras lo cual se le concedió el cargo de gobernador de Moesia Inferior. Alrededor del 131, durante el principado de Adriano, fue designado gobernador de Britania.
En el año 132 estalló en Judea la Rebelión de Bar Kojba. La violenta sublevación tomó a Roma por sorpresa. Simón bar Kojba sumó a sus filas a judíos oriundos de todo el imperio, obtuvo rápidas victorias, se proclamó Nasi ('príncipe') y mandó acuñar monedas conmemorativas con la leyenda: «Año de la redención de Israel». Adriano, que se encontraba en Siria, ante la situación y temiendo que los disturbios se extendieran a otros sitios del imperio, decidió enviar a sus mejores generales para reprimirla y Severo fue el elegido. 
Este reunió un fuerte ejército, superior incluso al comandado por Tito sesenta años antes. Dado el elevado número de sus oponentes y la desesperación que los movía, la estrategia de Severo apuntó a evitar una batalla campal, prefiriendo aislar y eliminar pequeños grupos y las poblaciones en que podían hallar soporte.
En el verano del año 135 los sobrevivientes se retiraron a la fortaleza de Betar (o Bether), que fue sitiada y tomada el 9 de agosto del 135. Las pérdidas romanas fueron muy grandes, incluida la Legión XXII Deiotariana. No obstante la destrucción en Judea fue inconmensurable. Según Dión Casio murieron 580 000 judíos, incluyendo las víctimas civiles, y 50 ciudades y 985 aldeas fueron arrasadas. Los sobrevivientes se dispersaron por todo el mundo y Jerusalén fue arrasada. En su lugar se levantó una población greco-romana, Aelia Capitolina.
Controlada la rebelión, Severo fue enviado a Bitinia, la cual, en términos de Dion Casio:

No necesitaba de fuerza armada, sino de un gobernador y líder que fuera justo, prudente y un hombre de rango. Severo poseía todas esas cualidades. Y él supo administrar tanto sus asuntos privados como los públicos de tal manera que incluso hoy es recordado.